# 加古川東市民病院
加古川東市民病院（かこがわひがししみんびょういん）は、兵庫県加古川市にあった医療機関。加古川市が設置する地方独立行政法人加古川市民病院機構が運営する病院であった。かつては、神戸製鋼所が運営する神鋼加古川病院であったが、2011年4月1日に神戸製鋼所が運営から撤退し、加古川東市民病院となった。2016年7月1日より加古川中央市民病院が開院したことに伴い閉院した。現在は、既に取り壊されている。
跡地は東加古川公民館と東加古川子育てプラザの複合施設「かこてらす」が2022年4月1日にオープンした。

## 沿革
- 1980年（昭和55年） - 神鋼加古川病院が開院。
- 2011年（平成23年）04月01日 - 地方独立行政法人加古川市民病院機構が発足。将来の加古川市民病院（加古川西市民病院）と神鋼加古川病院との統合を目指す。神鋼加古川病院は、加古川東市民病院と改称。
- 2012年（平成24年）07月13日 - 加古川市企画部の元部長が、病院統合の事務手続に絡んで受注業者に便宜を図り、見返りに現金を受け取ったとして、収賄容疑で逮捕される[2]。
- 2013年（平成25年）11月12日 - 地域医療支援病院に指定される。
- 2016年（平成28年）07月01日 - 加古川中央市民病院開院に伴い、加古川東市民病院は閉院。跡地については、東播磨医療圏域では病床数が過剰となっていることから跡地への病院整備は困難と判断され、老朽化した近隣の消防署や公民館の移転新築が検討されている[3]。

- 2019年 (平成31年) 04月 - 病院の解体が完了。

## 診療科
- 内科
- 小児科
- 外科
- 心臓血管外科
- 整形外科
- 形成外科
- 産婦人科
- リハビリテーション科
- 歯科口腔外科
- 放射線科
- 麻酔科

## 跡地
- 民間事業者を算入する予定だったが、希望する業者がなかったため、東加古川公民館・東加古川子育てプラザ・東消防署を移転させ、2022年度のオープンの予定[4]。

## 交通アクセス
- JR神戸線東加古川駅から徒歩約15分。
- 山陽電鉄別府駅から徒歩約25分。